# Buell Neidlinger
Buell Neidlinger (New York, 2 maart 1936 – Whidbey Island (Washington D.C.), 16 maart 2018) was een Amerikaanse jazzmuzikant (contrabas, cello) en hoogleraar.

## Biografie
Neidlinger, die opgroeide in Westport (Connecticut), kreeg als kind les op de cello. Als adolescent speelde hij, na lessen bij Walter Page, contrabas in verschillende jazzbands, maar jamde hij ook met de Chicago-pianist Joe Sullivan. Op de universiteit in Yale had hij zijn eigen band met Roswell Rudd, maar speelde hij ook met de muzikanten Fats Waller, Rex Stewart, Vic Dickenson, Coleman Hawkins, Eddie Condon en Johnny Windhurst. Op advies van Max Kaminsky verhuisde hij in 1955 naar New York, waar hij werkte als bassist in de Conrad Janis-band. Vanaf 1956 speelde hij met zowel Herbie Nichols als Cecil Taylor, met wie hij betrokken was bij opnamen uit de vroege jaren 1960 in verschillende formaties. Hij werkte ook samen met Billie Holiday, Steve Lacy, Gil Evans en Jimmy Giuffre, maar werd ook ingehuurd door Gunther Schuller voor zijn third stream producties. Als studiomuzikant begeleidde hij Tony Bennett bij de opname van I Left My Heart in San Francisco.
Met een Rockefeller-beurs werkte hij intensief aan de nieuwe toontaal van nieuwe muziek en speelde hij werken van John Cage, Mauricio Kagel, George Crumb en Sylvano Bussotti. Na met het American Symphony Orchestra te hebben gewerkt, maakte hij in 1967 deel uit van het Boston Symphony Orchestra onder Erich Leinsdorf.
Tijdens de fase van het opzetten van de jazzcursus werd hij eerst docent aan het New England Conservatory. In 1971 verhuisde hij naar het California Institute of Technology. In Los Angeles was hij ook betrokken bij opnamen met Jean-Luc Ponty en Frank Zappa en werkte hij ook voor Barbra Streisand, Frank Sinatra en The Beach Boys. Op initiatief van Neville Marriner was hij acht jaar de eerste bassist van het Los Angeles Chamber Orchestra. Tegelijkertijd werkte hij sinds 1973 als de eerste bassist in het studio-orkest van Warner Bros.. Hij produceerde ook de gitarist Leo Kottke en formeerde de bluegrassband Buellgrass. Hij nam vervolgens een aantal jazzplaten op, waarvan sommige werden uitgebracht bij zijn eigen label K2B2, dat werd opgericht samen met tenorsaxofonist Marty Krystall. Hij nam ook op met Anthony Braxton, Charles Gayle, John Bergamo en Ivo Perelman. In 2009 werd Basso Profundo uitgebracht als een album met eerder ongepubliceerde opnamen van hedendaagse werken, die hij opnam als bassist met kamermuziekensembles tussen 1964 en 1976. 

## Privéleven en overlijden
Hij had twee kinderen met zijn vrouw, de bassiste Margaret Storer. Sinds 2000 bracht hij zijn pensioen op Whidbey Island door en concentreerde hij zich weer op de cello. Buell Neidlinger overleed in maart 2018 op 82-jarige leeftijd.

## Discografie
- 1989: The Complete Candid Recordings of Cecil Taylor and Buell Neidlinger (1960/61) – (Mosaic) – 6 lp's en 4 cd's met Archie Shepp, Dennis Charles, Steve Lacy, Charles Davis, Clark Terry, Roswell Rudd, Billy Higgins
- 1989: Peter Erskine, Marty Krystall, Buell Neidlinger, Don Preston: Aurora (Denon)
- 2009: Basso Profundo (Vivace, Werken van Sylvano Bussotti, Leonard Rosenman, Robert Ceely, Iannis Xenakis en Mauricio Kagel)
- 2017: Howard Alden, Marty Krystall, Buell Neidlinger: The Happenings: Music of Herbie Nichols (K2B2)